# Lola Landau
Lola Landau (geboren 3. Dezember 1892 in Berlin; gestorben 3. Februar 1990 in Jerusalem), eigentlich Leonore Landau, war eine deutsch-israelische Schriftstellerin.

## Leben
Leonore Landau war die Tochter des Arztes Theodor Landau und der Philippine Fulda. Sie wuchs in Berlin auf, wo sie ein Mädchengymnasium besuchte, und hielt sich in London in einem Pensionat auf. Zwischen 1910 und 1912 erschienen erste Gedichtveröffentlichungen von ihr im Berliner Tageblatt. Sie absolvierte eine Ausbildung zur Lehrerin und arbeitete anfänglich in dem Beruf.
Ihre erste Ehe ging sie 1915 mit dem Breslauer Philosophen und Sozialdemokraten Siegfried Marck ein, von dem sie 1920 geschieden wurde. Seit 1920 war sie in zweiter Ehe mit dem Schriftsteller Armin T. Wegner verheiratet und lebte mit ihm in Neuglobsow am Stechlinsee. Nach der Machtübergabe an die Nationalsozialisten gelang es Lola Landau, ihre Kinder im Ausland in Sicherheit zu bringen. Sie selbst floh 1935 nach Palästina, wo sie sich mit verschiedenen Jobs durchschlug. 1939 wurde die Ehe mit Armin T. Wegner geschieden.
Sie schrieb Erzählungen, Gedichte, zwei Theaterstücke sowie Hörspiele für den Rundfunk in Israel. Sie war Mitglied im Verband deutschsprachiger Schriftsteller Israels.

## Ehrung
- Bundesverdienstkreuz 1. Klasse (21. Juli 1989)[3]

## Werke
- Positano oder Der Weg ins dritte Leben, Berlin : Verlag Das Arsenal, 1995, ISBN 3-921810-62-0
- Vor dem Vergessen, Berlin : Ullstein, 1992, ISBN 3-548-30285-8
- Leben in Israel, Deutsche Ausgabe: Marbach : Dt. Schillergesellschaft, 1987
- Die zärtliche Buche, Bodman/Bodensee : Hohenstaufen-Verlag, 1980
- Variationen der Liebe, Bodman (Bodensee) : Hohenstaufen-Verlag, 1973, ISBN 3-8056-2104-3
- Hörst du mich, kleine Schwester?, Bodman (Bodensee) : Hohenstaufen-Verlag, 1971, ISBN 3-8056-2103-5
- Noch liebt mich die Erde, Bodman (Bodensee) : Hohenstaufen-Verlag, 1969
- Abgrund, Berlin-Charlottenburg : Weltgeist-Bücher, (1926)
- Das Lied der Mutter, Charlottenburg : F. Lehmann, (1919)